# SYBR Green
Il SYBR Green I è un composto organico aromatico (formula molecolare C32H37N4S) facente parte del gruppo delle cianine asimmetriche, molecole dotate di attività fluorofora ed è utilizzato in biologia molecolare quale colorante di acidi nucleici.

## Proprietà
Il SYBR Green I è un agente intercalante e si lega preferenzialmente a DNA a doppio filamento (dsDNA). Il complesso DNA-colorante assorbe luce blu ad una lunghezza d'onda λmax = 488 nm ed emette luce verde λmax = 522 nm. Altri picchi di assorbimento, sebbene più deboli, si trovano nella regione dell'ultravioletto (λ= 284 nm e 382 nm).
La sua maggiore sensitività (fino a 25 volte) nella rilevazione di acidi nucleici unita alla sua minore pericolosità sta facendo sì che il SYBR Green venga utilizzato sempre più spesso come alternativa al meno costoso bromuro di etidio. Infatti il bromuro è un potente mutageno mentre, ufficialmente, il SYBR Green viene indicato come non pericoloso, sebbene debba essere maneggiato con cura a causa della sua capacità di legarsi al DNA con elevata affinità.
Un'altra caratteristica favorevole deriva dal fatto che la presenza della molecola legata al DNA non impedisce l'attività di numerosi enzimi, tra cui quelli di restrizione, le ligasi e le DNA polimerasi, né impedisce il trasferimento dell'acido nucleico a membrane per ibridizzazioni (Southern blot) se viene aggiunto 0,1%-0,3% di SDS nei buffer di ibridizzazione, inoltre la molecola è membrana-permeabile, cioè in grado di entrare in cellule ancora in vita.

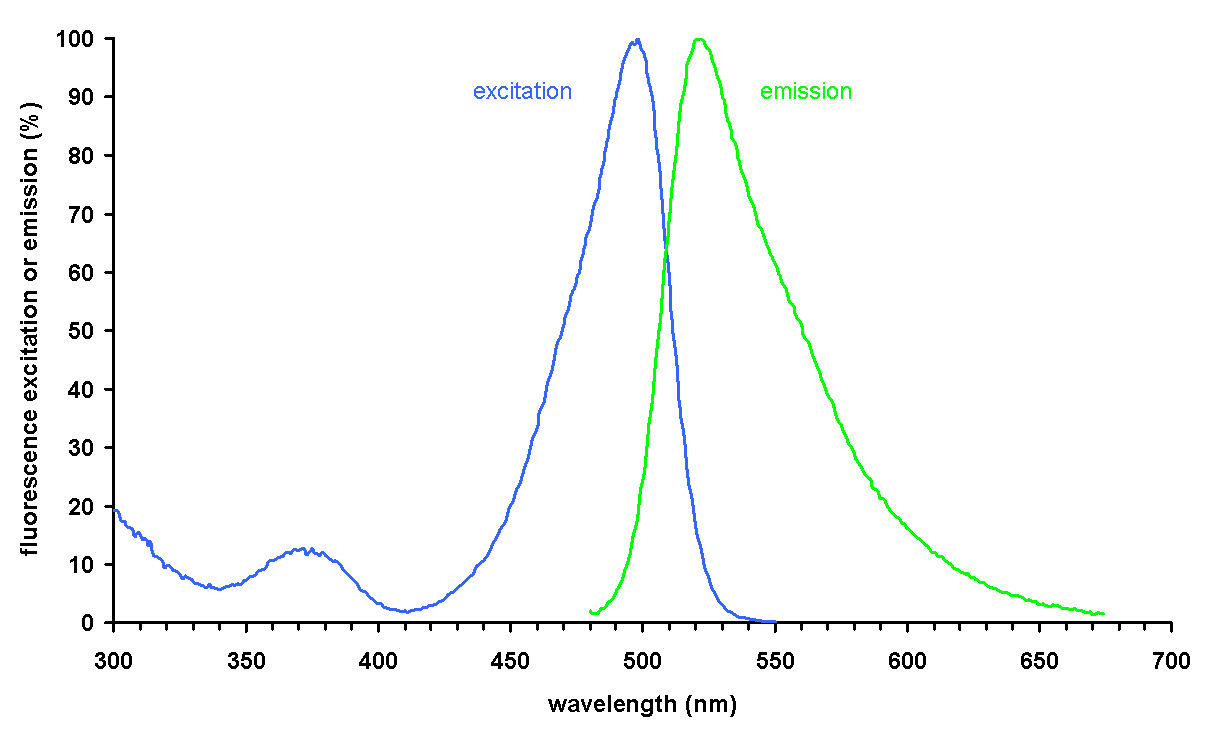
Spettri di Assorbimento ed Emissione del complesso DNA-SYBR Green I

## Utilizzi del SYBR Green
Le proprietà di questa molecola fanno sì che possa essere utilizzata per diversi scopi in biologia molecolare tra cui:
- Quantificazioni di DNA (a doppio filamento). Il SYBR-Green I lega preferenzialmente DNA a doppio filamento e quindi non è molto adatto per quantificazioni di RNA o altro DNA contaminante a singolo filamento (primer, dNTP derivanti da PCR);
- Elettroforesi su gel;
- Real time PCR;
- Test di vitalità in coltura cellulare.

Oltre al SYBR Green originale, sono stati sviluppati altri fluorofori simili leganti gli acidi nucleici, tra cui:
- SYBR Green II: lega preferenzialmente DNA a singolo filamento e RNA. Ha caratteristiche simili al SYBR Green I ma ha un picco di assorbimento a 497 nm;
- SYBR Gold;
- SYBR Safe;
- YO (Oxazole Yellow, giallo di oxazolo);
- TO (Thiazole Orange, arancio di tiazolo);
- PG (PicoGreen).